# Ципот, Кай
Кай Ци́пот (словен. Kai Cipot; 28 апреля 2001, Мурска-Собота) — словенский футболист, защитник клуба «Верес».

## Клубная карьера
Ципот является воспитанником футбольной академии словенского клуба «Мура», в которой занимался с 2008 года. Дебютировал в основной команде 11 июля 2019 года в матче квалификации Лиги Европы против израильского клуба «Маккаби Хайфа».
В 2020 году продлил контракт с «Мурой» до 2024 года, а в январе 2023 года подписал новое соглашение до конца 2026 года и получил статус вице-капитана команды.
В сезоне 2023/24 перенёс тяжёлую травму бедра, из-за которой пропустил около девяти месяцев. Вернулся на поле в апреле 2024 года.
Летом 2025 года перешёл в украинский клуб «Верес».

## Карьера в сборной
Ципот выступал за юношеские сборные Словении разных возрастов. Провёл 3 матча и забил 1 гол за сборную до 18 лет, 14 матчей и 7 голов за сборную до 19 лет, а также сыграл 6 матчей за молодёжную сборную.